# Prix littéraire des Caraïbes
Prix littéraire des Caraïbes (Karaibska Nagroda Literacka) – francuska nagroda literacka, przyznawana od 1964 roku przez Stowarzyszenie Pisarzy Języka Francuskiego (l'Association Des Écrivains de Langue Française, w skrócie ADELF). Nagroda honoruje pisarza z jednej z francuskich wysp karaibskich (Haiti, Martyniki, Gwadelupy, Gujany Francuskiej) za pomysłową i elegancką prozę. Nagroda wręczana jest co dwa lata podczas ceremonii we francuskim Senacie w Paryżu. 

## Zdobywcy nagrody
| Rok  | Laureat                                 | Tytuł                                         | Kraj             | Wydawca                                     |
| ---- | --------------------------------------- | --------------------------------------------- | ---------------- | ------------------------------------------- |
| 1965 | Jean Price-Mars                         | całokształt                                   | Haiti            | -                                           |
| 1967 | Raphaël Tardon                          | całokształt                                   | Martynika        | Raphael Tardon otrzymał nagrodę pośmiertnie |
| 1969 | Léon Damas                              | całokształt                                   | Gujana Francuska | -                                           |
| 1971 | Marie-Magdeleine Carbet                 | Rose de ta grâce                              | Martynika        | Le cerf-volant                              |
| 1973 | Jean Fouchard                           | Les marrons de la liberté                     | Haiti            | Deschampy                                   |
| 1975 | Jean-Louis Baghio'o                     | Le flamboyant à fleurs bleues                 | Gwadelupa        | Calmann-Levy                                |
| 1977 | Liliane Devieux-Dehoux; Alice Hyppolite | L'amour oui. La mort non i Ninon ma soeur     | Haiti            | Deschamps i Naaman                          |
| 1979 | Xavier Orville                          | Délice et fromager                            | Martynika        | Grasset                                     |
| 1981 | Bertin Juminer                          | Les héritiers de la presqu'île                | Gujana Francuska | Présence africaine                          |
| 1983 | Alain Rapon                             | La présence de l'absent                       | Martynika        | Présence Africaine                          |
| 1985 | Roland Brival                           | Les tambours de Gao                           | Martynika        | JC Lattès                                   |
| 1987 | Daniel Maximin                          | Soufrières                                    | Gwadelupa        | Seuil                                       |
| 1989 | Raphaël Confiant                        | Le nègre et l'amiral                          | Martynika        | Grasset                                     |
| 1990 | Lucie Julia                             | Mélody des faubourgs                          | Gwadelupa        | Éditions l'Harmattan                        |
| 1991 | Micheline Hermine                       | Les iguanes du temps                          | Gujana Francuska | Ed. Caribéennes                             |
| 1993 | Ernest Pépin                            | Homme au bâton                                | Gwadelupa        | Gallimard                                   |
| 1995 | Nelly Schmidt                           | Victor Schœlcher i l'abolition de l'esclavage | Martynika        | Fayard                                      |
| 1997 | Marie-Reine de Jaham                    | L'or des îles                                 | Martynika        | Laffont                                     |
| 1999 | Mona Guérin                             | Mi-figue mi-raisin                            | Haiti            | l'Harmattan                                 |
| 2001 | Oruno D Lara                            | La naissance du Panafricanisme                | Martynika        | Maisonneuve i Larose                        |
| 2003 | Josaphat-Robert Large                   | Les terres entourées de larmes                | Haiti            | l'Harmattan                                 |
| 2005 | Keed J. Kendall                         | De la rivière à la scène                      | Martynika        | l'Harmattan                                 |
| 2007 | Gary Victor                             | Les cloches de la Brésilienne                 | Haiti            | Vent d'ailleurs                             |
| 2009 | Emmelie Prophète                        | Testament des Solitudes                       | Haiti            | Mémoire d'Encrier                           |
| 2009 | Axel May                                | Guyane française, l'or de la honte            | Gujana Francuska | Calmann-Lévy                                |
| 2011 | Emmanuel Goujon                         | L'Imperméable                                 | Martynika        | Editions Vents dʼailleurs                   |
| 2013 | Yanick Lahens                           | Guillaume et Nathalie                         | Haiti            | Éditions Sabine Wespieser                   |
| 2015 | Makenzy Orcel                           | L'Ombre animale                               | Haiti            | Éditions Zulma                              |
| 2017 | James Noël                              | Belle merveille                               | Haiti            | Éditions Zulma                              |
| 2017 | Simone Schwarz Bart                     | całokształt                                   | Guadeloupe       |                                             |
| 2018 | Lyonel Trouillot                        | całokształt                                   | Haiti            |                                             |
| 2018 | Gary Victor                             | Masi                                          | Haiti            | Mémoire d’Encrier                           |